# 中扬镇
中扬镇，是中华人民共和国江苏省宿迁市宿城区下辖的一个乡镇级行政单位。

## 行政区划
中扬镇下辖以下地区：
中扬社区、南张圩社区、范集社区、傅庙村、饭棚村、毛集村、唐莫村、耿桥村、程庄村、蒋刘村、熊楼村、二里村和岭桥村。